# Provancherides
Provancherides är ett släkte av steklar. Provancherides ingår i familjen brokparasitsteklar.
Kladogram enligt Catalogue of Life:
| Provancherides | \| \| Provancherides marginipennis \| \| \| \| \| \| Provancherides michoacana \| \| \| \| \| \| Provancherides saecularis \| \| \| \| |
|                | \| \| Provancherides marginipennis \| \| \| \| \| \| Provancherides michoacana \| \| \| \| \| \| Provancherides saecularis \| \| \| \| |
|                | Provancherides marginipennis |
|                | |
|                | Provancherides michoacana |
|                | |
|                | Provancherides saecularis |
|                | |